# Gjon's Tears
Gjon Muharremaj (albanskt uttal: [ɟɔn muharɛmaj]), känd under artistnamnet Gjon's Tears, född 29 juni 1998 i Broc (Fribourg), är en schweizisk sångare och låtskrivare av albansk härkomst.
Han skulle ha representerat Schweiz i Eurovision Song Contest 2020 i Rotterdam med låten "Répondez-moi", men 2020 års tävling ställdes in på grund av coronavirusutbrottet 2019–2021. Gjon's Tears representerade istället Schweiz i Eurovision Song Contest 2021 med sin låt "Tout I'Univers", vilket ledde till en 3:e plats i stora finalen med 432 poäng. Bidraget var ett av de förhandstippade att vinna finalen.

## Diskografi
Singlar
- "Babi" (2018)
- "Back in Light" (2018)
- "Répondez-moi" (2020)
- "Tout l'univers" (2021)
- "Silhouette" (2022)
- "Pure" (2022)
- "Midnight in Paris" (2023)
- "Disco" (2023)